# Amaga (Gattung)
Amaga ist eine Gattung der Landplanarien, die in Südamerika beheimatet ist.

## Merkmale
Die Gattung Amaga wurde von Robert E. Ogren und Masaharu Kawakatsu definiert. Ihr wurden Landplanarien der Neotropis zugeordnet, die in ihrem Kopulationsapparat eine Penispapille innerhalb ihrer männlichen Geschlechtshöhle haben, genauer eine kleine Penispapille, die am proximalen Ende des gefalteten Atrium genitale sitzt.
Eine neuere Beschreibung der Typusart Amaga amagensis zeigte auf, dass die Penispapille nicht permanent ist. Die Testikel liegen rückenseitig oberhalb der parenchymalen Quermuskeln, während sie bei anderen Arten der Unterfamilie Geoplaninae unterhalb der Muskulatur sitzen. Die Individuen der Gattung haben einen großen, breiten und flachen Körper mit einem drüsenreichen Rand entlang des Körpers, die Drüsen können bei histologische Schnitten erkannt werden. Im weiblichen Bereich des Kopulationsapparats münden die Ovellinkanäle am gleichen Ort in die weibliche Geschlechtshöhle, ohne vorher in einem gemeinsamen Kanal zusammenzulaufen. Bei einer Revision muss evaluiert werden, ob andere Arten der Gattung möglicherweise in neue Gattungen überführt werden müssen.

## Etymologie
Der Gattungsname Amaga wurde vom Artepitheton der Typusart amagensis abgeleitet, die als Geoplana amagensis erstbeschrieben wurde. Dieser ergibt sich wiederum aus dem Fundort in der Region um Amagá in Kolumbien.

## Invasive Art

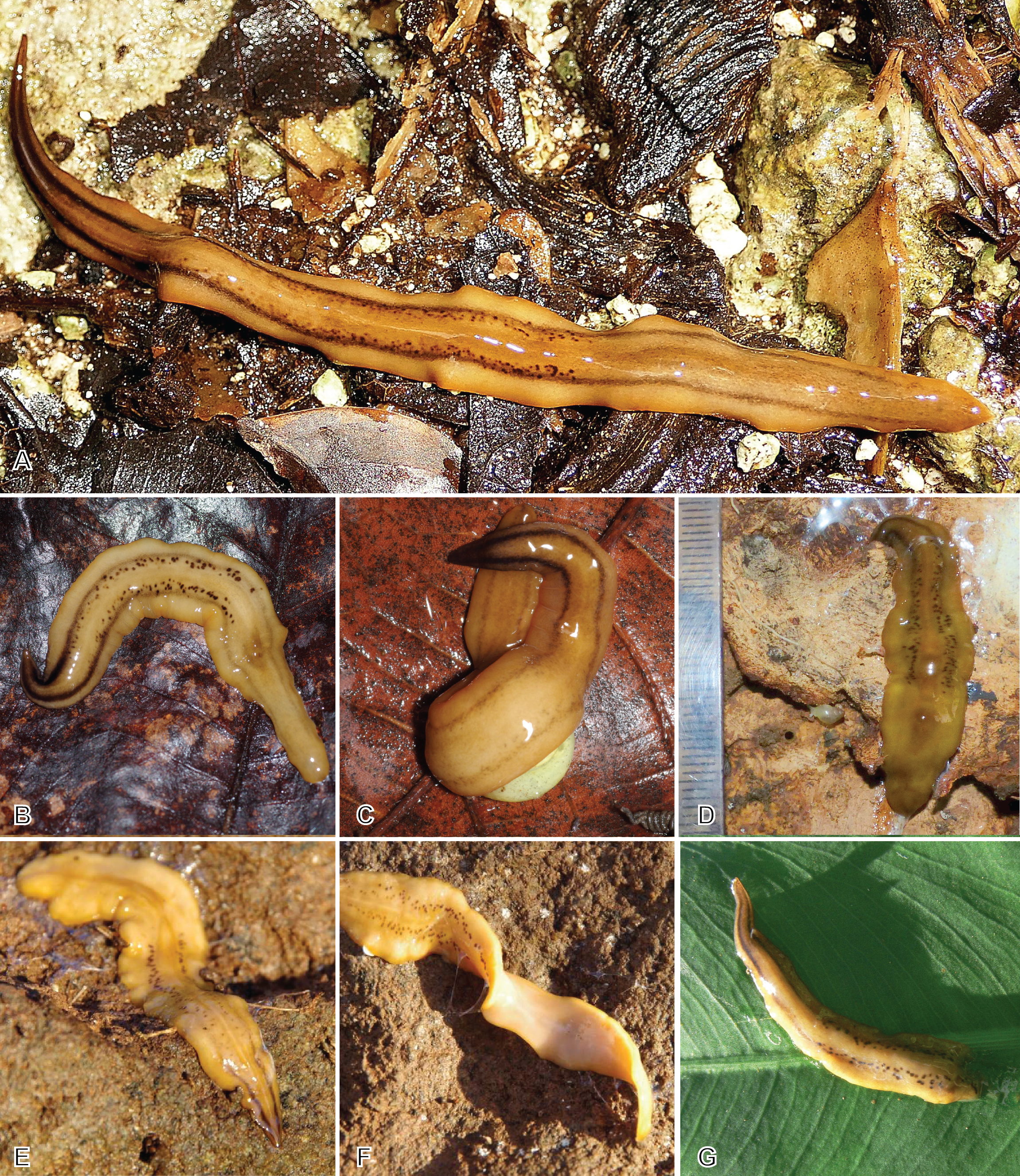
Die Landplanarie Amaga expatria in Guadeloupe

Die meisten Arten der Gattung Amaga wurden in den Gegenden ihrer Herkunft im kontinentalen Südamerika gefunden. Die Art Amaga expatria wurde auf den Bermudas entdeckt, jedoch bisher noch nicht in Südamerika. Im Jahr 2020 zeigte eine Studie ein Vorkommen an mehreren Orten der Inseln Guadeloupe und Martinique. Amaga expatria ernährt sich von Schnecken und Regenwürmern.

## Genetik
Von Amaga expatria wurde das vollständige mitochondriale Genom entschlüsselt. Es hat eine Länge von 14.962 bp und enthält zwölf proteinkodierende Gene, zwei rRNA-Gene und 22 tRNA-Gene. Von den bekannten Genomen anderer Landplanarien weist es die größte Ähnlichkeit zu Obama nungara auf.

## Arten
Der Gattung Amaga werden zehn Arten zugeordnet:
- Amaga amagensis (Fuhrmann, 1914)
- Amaga becki (Fuhrmann, 1914)
- Amaga bussoni (Froehlich, 1959)
- Amaga contamanensis (Hyman, 1955)
- Amaga expatria Jones & Sterrer, 2005 [3]
- Amaga libbieae (Du Bois-Reymond Marcus, 1958)
- Amaga olivacea (Schultze & Müller, 1857)
- Amaga ortizi (Fuhrmann, 1914)
- Amaga pseudobama Justine, Gastineau, Gey, Robinson, Bertone & Winsor, 2024
- Amaga righii (Froehlich & Froehlich, 1972)
- Amaga ruca (Marcus, 1954)